# Gertrudes Altschul
Gertrudes Altschul, eigentlich Martha Gertrud Altschul, geborene Leszczynski (geb. 1. Januar 1904 in Berlin; gest. 1962 in São Paulo), war eine deutsche Modistin und Fotografin. Im Jahr 1939 emigrierte Gertrudes Altschul nach Brasilien, um der antisemitischen Verfolgung durch den Nationalsozialismus zu entkommen, und ließ sich mit ihrer Familie in São Paulo nieder. Neben ihrer Tätigkeit als Modistin widmete sich Altschul ab Anfang der 1950er Jahre der Fotografie. Sie dokumentierte das Geschehen in São Paulo vor dem Hintergrund des starken wirtschaftlichen Wachstums und kulturellen Aufbruchs der Stadt. Schon zu Lebzeiten wurden ihre Werke unter anderem auf der Photokina in Köln präsentiert. Eine größere Bekanntheit erlangte sie jedoch erst ab 2015 durch verschiedene Ausstellungen, darunter im MoMA in New York und im MASP in São Paulo.

## Leben

### Erste Lebensjahre in Berlin
Gertrudes Altschul wurde als Tochter des Ehepaars Helene und Karl Leszczynski in Berlin geboren. Ihre Eltern, säkulare Juden, betrieben eine Hutfabrik und ein Atelier für Haarschmuck. Da sich ihre Eltern früh trennten, wuchs Altschul bei ihrer Mutter auf. Die liberale und offene Mentalität Berlins in den 1920er Jahren prägte Altschul besonders. Im Jahr 1928 heiratete sie den Kaufmann Leon Altschul und brachte 1930 ihren Sohn Ernst Oscar zur Welt. Beruflich setzte Gertrudes Altschul das Geschäft ihrer Eltern fort und widmete sich der Herstellung von dekorativen Accessoires für Damenbekleidung.

### Emigration nach São Paulo
Wie viele andere Juden, die die aufkommende Bedrohung des Nationalsozialismus erkannten, begann die Familie ab 1936 mit der Planung, Deutschland zu verlassen. Altschuls Cousin Franz Purwin und ihr Onkel Walter Leszczynski ließen sich in Rio de Janeiro und São Paulo nieder; sie unterstützten Altschuls Mutter sowie das Ehepaar selbst bei der Flucht. 1939 wurde ihr Sohn Ernst im Rahmen eines Kindertransports nach London geschickt. Im gleichen Jahr reiste das Ehepaar Altschul nach Rio de Janeiro, doch bei einem Zwischenstopp in Bordeaux wurde Leon Altschul von der Polizei verhaftet. Nach einigen Wochen reiste Gertrude allein nach Brasilien, wo sie in São Paulo auf ihren Mann und ihren Sohn wartete. Nach erfolgreicher Wiedervereinigung der Familie ließen sie sich im Stadtteil Bela Vista nieder. Das Ehepaar führte das Familienunternehmen, die Herstellung von Stoffblumen für Kopf- und Kleidungsaccessoires, unter dem Namen „Arteflor“ fort. Das Unternehmen beschäftigte zeitweise 20 Mitarbeiter.

### Gertrudes Altschul als Fotografin
Neben ihrer Tätigkeit als Modistin widmete sich Gertrudes Altschul ab Anfang der 1950er Jahre der Fotografie. Sie schrieb sich für den Fotografie-Grundkurs des Foto Cine Clube Bandeirante (FCCB) ein, um eine Freizeitbeschäftigung zu finden, bei der sie ihre Kreativität ausleben konnte. Ihre Anwesenheit löste zunächst Befremden in dem bis dato von Männern dominierten Fotoclub aus. Als eine der wenigen Frauen des Clubs gehörte Altschul zur sogenannten modernen Fotoschule São Paulos Escola Paulista, einem Vorläufer der modernen brasilianischen Fotografie. In dem Club fanden sich aufstrebende Fotografinnen und Fotografen wie German Lorca, Madalena Schwartz, Thomas Farkas und Geraldo de Barros zusammen. Sie alle dokumentierten in unterschiedlicher Form die starke Veränderung São Paulos zu einer Wirtschafts- und Finanzmetropole. Gertrudes  Altschul fotografierte sowohl die zahlreichen Bauprojekte der Stadt als auch die Bewohner und die noch vorhandene Natur.
1952 reiste sie mit ihrem Ehemann nach Buenos Aires, wo sie eine Contax- und eine Rolleiflex-Kamera erwarb. Letztere wurde ihre bevorzugte Kamera, da sie größere Negative ermöglichte, auf die sie Ausschnitte, Collagen, Überlagerungen und Solarisationen anwenden konnte, alles in ihrem eigenen Heimlabor. Ihre Fotos geometrisierten städtische Elemente, indem sie Licht, Schatten, Linien und Ebenen der Umgebung einfingen und im Labor erzeugte Effekte hinzufügten. Neben der Solarisation von Pflanzenbildern entwickelte sie auch Table-Top-Fotografien, die durch die Anordnung von Papieren, Körben, Zigaretten, Eiern und anderen Alltagsgegenständen auf ihrem Studio-Tisch entstanden.
Gertrudes Altschuls Werke wurden noch zu Lebzeiten in Brasilien und international ausgestellt. Im Jahr 1954 erhielt sie eine Lobende Erwähnung auf dem 2. Salão de Arte Fotográfica, organisiert vom Foto Cine Clube de Jaboticabal; im folgenden Jahr erhielt sie auf dem ersten nationalen Fotosalon Brasiliens in Santos ein Ehrendiplom. Im Jahr 1955 nahm sie an der Photokina in Köln, Deutschland, teil. 1957 erhielt sie eine Auszeichnung auf dem 6. Kunstsalon der Sociedade Fluminense de Fotografia. Damit gewann sie auch innerhalb ihres Fotoclubs FCCB an Ansehen und veröffentlichte Werke in der Ausgabe 88 und dem Jahrbuch 1957 des Clubs.
Ab 1957 erkrankte sie an Brustkrebs und begann eine Chemotherapie. 1962 verstarb sie im Alter von 58 Jahren. In einem Nachruf der FCCB-eigenen Zeitschrift Boletim Foto Cine schrieb Corrêa Ribeiro 1964:

“Seu nome servirá, certamente, como exemplo à mulher brasileira, cuja presença é indispensável na arte fotográfica. Não mais como modêlo simplesmente, mas formando entre os seus mais eficientes esteios. Deixando de ser seu "objeto", para ocupar o seu lugar como "agente".”

„Ihr Name wird sicherlich als Beispiel für brasilianische Frauen dienen, deren Präsenz in der Kunst der Fotografie unverzichtbar ist. Nicht mehr nur als Modell, sondern als eine ihrer wirksamsten Stützen. Nicht mehr ihr „Objekt“, sondern als „Akteurin“.“

### Rezeption der Werke Altschuls
Größere Bekanntheit erlangten Gertrudes Altschuls Werke jedoch erst Jahrzehnte später. Im Jahr 2014 erhielt das renommierte MASP eine außergewöhnliche Leihgabe von 275 Fotografien von 82 Fotografinnen und Fotografen des Fotoclubs FCCB. Die Sammlung gilt als eine der bedeutendsten der modernen brasilianischen Fotografie; 12 Vintage-Abzüge Altschuls sind Teil der Sammlung.
Gertrudes Altschuls Ehemann, Leon Altschul, verstarb 1975. Der gemeinsame Sohn, Ernst Altschul, bewahrte das gesamte Material seiner Mutter nach deren Tod auf. Die Kuratorin Isabel Amado stieß 2013 bei ihren Recherchen über den Fotoclub FCCB auf diese Arbeiten. Ernst überließ ihr die Fotos im Gegenzug für die Erhaltung und Verbreitung der Sammlung. Seitdem verwaltet Amado die Sammlung exklusiv. Unter ihrer Kuration fand 2015 die erste Einzelausstellung von Altschuls Werken unter dem Titel „Uma mulher moderna“ („Eine moderne Frau“) in der Casa da Imagem in São Paulo statt.
Im Jahr 2017 zeigte und erwarb das Museum of Modern Art (MoMA) in New York 10 Vintage-Kopien der Fotografin für die eigene Sammlung. 2021/2022 präsentierte das MASP die Ausstellung "Filigrana" mit 62 Vintage-Vergrößerungen der Künstlerin. 2022/2023 zeigte das Jüdische Museum von São Paulo Werke Altschuls als Teil der Ausstellung "Modernas", neben Fotografien der ebenfalls jüdischen Fotografinnen Alice Brill, Claudia Andujar, Hildegard Rosenthal, Lily Sverner, Madalena Schwartz und Stefania Bril.

## Bibliographie
- Paula V. Kupfer: Gertrudes Altschul and the Foto Cine Clube Bandeirante: Modern Photography and Femininity in 1950s São Paulo. CUNY Hunter College, 20. Dezember 2016 (cuny.edu).
- Adriano Pedrosa und Tomás Toledo (Hrsg.): Gertrudes Altschul: filigrana. Ausstellungskatalog. Museu de Arte de São Paulo [MASP], São Paulo 2021, ISBN 978-6-55777013-9.
- Ilana Feldmann, Priscyla Gomes (Hrsg.): Modernas! São Paulo vista por elas. Modern women! São Paulo through their eyes. Museu Judaíco de São Paulo, São Paulo 2022, ISBN 978-6-59972894-5, S. 201–203.